# ویلیامزویل (میزوری)
ویلیامزویل (به انگلیسی: Williamsville) یک شهر در ایالات متحده آمریکا است که در شهرستان وین، میزوری واقع شده‌است. ویلیامزویل ۰٫۸۳ کیلومتر مربع مساحت و ۳۴۲ نفر جمعیت دارد و ۱۲۵ متر بالاتر از سطح دریا قرار دارد.